# Cantemoc 2.ª Sección
Cantemoc 2.ª Sección es una localidad del municipio de Nacajuca ubicado en la subregión centro del estado mexicano de Tabasco.

## Geografía
La localidad de Cantemoc 2.ª Sección se sitúa en las coordenadas geográficas 18°13′00″N 92°52′40″O / 18.216667, -92.877778, a una elevación de 1 metro sobre el nivel del mar.

## Demografía
Según el Conteo de Población y Vivienda 2020, efectuado por el Instituto Nacional de Estadística y Geografía, la localidad de Cantemoc 2.ª Sección tiene 189 habitantes, de los cuales 99 son del sexo masculino y 90 del sexo femenino. Su tasa de fecundidad es de 2.84 hijos por mujer y tiene 46 viviendas particulares habitadas.
| Gráfica de evolución demográfica de Cantemoc 2.ª Sección entre 1990 y 2020 |
|                                                                            |
| INEGI.                                                                     |